# San Pedro de Jujuy
San Pedro de Jujuy è un comune dell'Argentina, appartenente alla provincia di Jujuy, capoluogo del dipartimento omonimo. È la seconda città della provincia per numero d'abitanti.

## Geografia
San Pedro de Jujuy è situata sulla sponda sinistra Río Grande, a 66 km ad est dal capoluogo provinciale San Salvador de Jujuy.

## Storia
Il pueblo di San Pedro è sorto nel 1883 e nel 1918 ricevette lo status di città.

## Società

### Popolazione
In base al censimento del 2001, nel territorio comunale dimorano 57.018 abitanti, con un aumento del 7,5% rispetto al censimento precedente (53.039 abitanti nel 1991). Di questi abitanti, il 51% sono donne e il 49% uomini. Nel 2001 la sola città di San Pedro, sede municipale, contava 55.220 abitanti.

## Infrastrutture e trasporti
San Pedro de Jujuy sorge lungo la strada nazionale 34, che unisce Rosario alle province nord-occidentali di Tucumán, Salta e Jujuy.